# 保罗·博格巴
保罗·拉比勒·博格巴（法語：Paul Labile Pogba，1993年3月15日—）是一名法國職業足球員，現時效力法甲球隊摩納哥，曾効力法國國家足球隊。

## 早年
博格巴出生于法國塞納-馬恩省的馬恩河畔拉尼，父母是幾內亞人。普巴在法国乙级联赛勒哈費爾接受青训，成为法国U16少年队的队长，引来诸多欧洲豪门的关注。2009年夏天，曼联青训学院以奖学金方式与16岁的博格巴签约，引来勒阿弗尔抗议，直到2010年7月才发表声明表示与曼联达成了协议，博格巴等18岁以下球员在欧盟国家间的转会也成为欧洲足联考虑改革的重要话题。

## 球員生涯

### 曼联
博格巴在曼联预备队的表现极为出色，第一个赛季代表U18队出场19次，攻入7球，2010/11年赛季更是两次在预备队比赛中上演30米外的远射破门。
2011年2月，曼联在足总杯对阵低级别联赛球队，博格巴被授予一线队42号球衣坐在替补席上，不过最终没有获得出场时间。2011年9月20日曼聯在英格蘭聯賽盃作客出戰列斯聯，賽前領隊費格遜已保證博格巴可以獲派處子登場，他最終在這場3-0勝仗於下半場替換老將傑斯上陣。
2011-12賽季，博格巴共為曼聯出陣7次，全部都是後備出陣，其中3場聯賽杯、3場英超、1場歐霸盃。賽季結束後，幾乎沒有先發機會的博格巴拒絕和曼聯續約並為此交惡曼聯，在往後的訪問中表達對曼聯的不滿與暗諷佛格森不識貨。

### 重投曼联
2016年8月8日，曼联官方宣布博格巴回归，轉會費打破世界紀錄，為8930萬英鎊，外加425萬英鎊特別條款，使博格巴成为了世界足坛历史上转会费最高的球員。
回曼聯初期博格巴找不到自己在場上的定位陷入低潮，曼聯名宿斯科爾斯都忍不住批評：「博格巴必須明白自己場上的定位，曼聯買的是中場球員不是梅西，不要以為自己可以像梅西那樣一個人帶球單挑對方四五個人還能把球打進。」
同年與同隊球員魯尼和伊巴組成曼聯大三巴，屢建奇功。
2018年4月7日的曼徹斯特德比裏，博格巴於下半場表現神勇，2分鐘內連入兩球為球隊收復失地，助曼聯作客3-2奇跡反勝曼城，賽後獲選最佳球員。
2018年12月6日起，博格巴因為比賽態度欠佳，跟當時的領隊穆里尼奧鬧翻，之後的三場英超賽事都失去正選上陣的資格。直至12月23日新任領隊索爾斯克亞上任接替穆里尼奧的職務，博格巴因為獲得領隊信任，讓他在前場自由走動和進攻，搖身一變成为球隊的靈魂人物，多次帶領球隊取勝。
2020年8月，博格巴2019冠狀病毒病檢測呈陽性。
2021年4月12日對熱刺的比賽中，普巴踢左中場，專心組織進攻的他配合狀態回勇的勞基梳爾在左路合作獲得好評，領隊蘇斯克查亦在之後的比賽安排普巴踢左中場。
2021年10月24日，對利物浦的比賽中，普巴在曼聯落後0-4之下後備入替，但上陣僅15分鐘就領紅牌被逐，最終主場以0-5不敵利物浦。曼聯名宿史高斯對普巴後備上陣的態度及表現感到不滿，認為他在下半場入場，應試圖幫助球隊控球，展現他在中路的優勢，但他一次荒謬的鏟攔導致領紅牌被逐，從而令球隊多一個失球，認為不應再派普巴上陣。
2022年6月1日，曼聯在官方網頁宣佈博格巴将在合同到期后离队。

### 重投祖雲達斯
2022年7月11日，祖雲達斯宣佈博格巴回归。
2023年8月20日，在祖雲達斯3:0擊敗烏甸尼斯的意甲賽事，雖然被列為後備並無上陣，但被隨機選中進行賽後藥檢，結果驗出體內的違禁物質超標，他之後被暫時禁賽。覆檢後他仍被驗出陽性，面臨二至四年停賽及降薪至每月薪金約2000歐元。2024年2月29日，意大利反兴奋剂法院認定博格巴服用禁藥，決定對他處以停賽4年的處罰。 10月4日，博格巴禁赛期缩短至18个月，这意味着他可以从2025年3月起开始比赛。

### 国家队
2013年3月，博格巴首次入选法國国家队。6月，夏天博格巴參加了U-20世青賽，他作為法國隊長贏得了世青賽的冠軍，他本人也贏得了世青賽的MVP。
2014年入選世界盃足球賽法國國家代表隊，並且在2014年世界盃足球賽淘汰賽階段法國對戰奈及利亞時攻入一球，並且取得2014年世界杯足球賽最佳年輕球員獎殊榮。
2018年6月16日2018年國際足協世界盃C組的小組賽中，博格巴面對澳洲打入超前比分的進球，並且在得分後他展示了印有父親照片的護腿版，以此紀念死去的父親。
但隔天這顆進球被改判為後衛阿齐兹·比伊奇的烏龍球，這球本應為博格巴值得紀念的國家隊第十球。
在2018年7月15日的2018年國際足協世界盃決賽中，博格巴真正的第十粒入球終於到來。他在禁區外的一記右腳勁射打在了克羅埃西亞後衛洛夫伦身上，接獲反彈球後又迅速改以左腳重砲抽射入網，將比分改寫為3：1，替法國鎖定了該屆世界盃冠軍。
2021年6月，博格巴代表法國国家队出戰歐洲國家盃。

### 國家隊入球
| #   | 日期       | 比賽場地                       | 對手     | 比分 | 賽果 | 賽事                       |
| --- | ---------- | ------------------------------ | -------- | ---- | ---- | -------------------------- |
| 1.  | 2013.09.10 | 白俄羅斯戈梅利中央體育場       | 白俄羅斯 | 4–2  | 4–2  | 2014年國際足協世界盃外圍賽 |
| 2.  | 2014.05.27 | 法國聖坦尼法蘭西體育場         | 挪威     | 1–0  | 4–0  | 友誼賽                     |
| 3.  | 2014.06.30 | 巴西巴西利亞巴西利亞國家體育場 | 奈及利亞 | 1–0  | 2–0  | 2014年國際足協世界盃淘汰賽 |
| 4.  | 2014.09.07 | 塞爾維亞貝爾格勒柏迪遜球場     | 塞爾維亞 | 1–0  | 1–1  | 友誼賽                     |
| 5.  | 2014.10.11 | 法國聖坦尼法蘭西體育場         | 葡萄牙   | 2–0  | 2–1  | 友誼賽                     |
| 6.  | 2016.07.03 | 法國聖坦尼法蘭西體育場         | 冰島     | 1–0  | 5–2  | 2016年欧洲足球锦标赛淘汰赛 |
| 7.  | 2016.10.10 | 荷蘭阿姆斯特丹阿姆斯特丹球場   | 荷蘭     | 1-0  | 1–0  | 2018年國際足協世界盃外圍賽 |
| 8.  | 2016.11.10 | 法國聖坦尼法蘭西體育場         | 瑞典     | 1–0  | 2–1  | 2018年國際足協世界盃外圍賽 |
| 9.  | 2018.03.27 | 俄羅斯聖彼得堡聖彼得堡體育場   | 俄羅斯   | 2–0  | 3–1  | 友誼賽                     |
| 10. | 2018.07.15 | 俄羅斯莫斯科盧日尼基體育場     |          | 3-1  | 4–2  | 2018年國際足總世界盃決賽   |
| 11. | 2021.06.28 | 羅馬尼亞布加勒斯特國家體育場   | 瑞士     | 3-1  | 3–3  | 2020年欧洲足球锦标赛淘汰赛 |

## 風格
博格巴是偏進攻型中場，攻強守弱但身強體壯速度快，更具備一般球員罕見的花俏腳法與技術，遠射強而有力。

## 個人生活
普巴的哥哥马蒂亚斯·波巴和弗洛朗坦·波巴都是幾內亞國家足球隊球員。2022年6月17日，其个人纪录片《The Pogmentary》上线，该纪录片在著名电影数据网站IMDb的评分仅有1.2分。

## 榮譽

### 球會
祖雲達斯
- 意甲冠軍：2012-13、2013-14、2014-15、2015-2016
- 意大利盃：2014-15、2015-2016
- 意大利超級盃：2011-12、2012-13

 曼聯
- 英格蘭聯賽盃：2016-17
- 歐霸盃：2016-2017

### 法國國家隊
- 世界盃足球賽冠軍：2018

### 個人
- U-20世青賽最佳球員：2013
- 歐洲金童獎：2013
- 世界杯最佳年轻球员奖：2014
- 法國榮譽軍團勳章騎士級：2018年